# Nogal (fiume)
Il Nogal è un fiume della Somalia settentrionale.

## Percorso
Esso nasce, con diversi rami, dai monti interni dell'Haud, una regione storica della Somalia ex britannica. Scorre fra tavolati di altezza media di 1000 m s.l.m., fino a sfociare in mare, l'Oceano Indiano, nella Baia del Negro, pochi km. ad est di Eil.

## Caratteristiche e storia
Il suo bacino, pur assai vasto, è caratterizzato da scarsa piovosità, così che il Nogal ha acque superficiali solo nel periodo delle piogge e, per riemersione dal subalveo, nella foce.
La popolazione è costituita da Somali di etnia dei Migiurtini ed è dedita alla pastorizia, specialmente dromedari.
Durante la colonizzazione italiana il Nogal era un Commissariato che comprendeva una fascia di circa 200 km sui due lati del fiume. Il capoluogo era Eyl.
Attualmente costituisce la regione del Nugaal con capoluogo Garowe.